# Erald Turdiu
Erald Turdiu (Tirana, 15 luglio 1984) è un ex calciatore albanese, di ruolo attaccante.